# Maki Soler
Maki Soler  (Buenos Aires, Argentína, 1974. február 25. –) argentin színésznő.

## Élete és pályafutása
Magdalena Moguilevsky Hojean néven született 1974. február 25-én született Buenos Airesben. 2003-ban hozzáment Juan Soler színészhez. Első lányuk, Mia 2004. december 18-án, második lányuk, Azul 2007. február 20-án született. 2005 márciusában Maki három hónapos terhesen elvetélt.

## Filmográfia

### Telenovellák
- A gonosz álarca (Santa Diabla) (2013-2014) - Alicia Cano "La Diabla"
- El juego de la vida (2001) - Tania Vidal
- Szeretők és riválisok (Amigas y rivales) (2001) - Alejandra
- Carita de angel (2000) - Samantha
- DKDA Sueños de juventud (1999-2000) - Sandra